# Lasik
LASIK hay Lasik là chữ viết tắt của Laser Insitu Keratomileusis  - một kỹ thuật được dùng trong phẫu thuật mắt. Người ta dùng dao vi phẫu (Microkeratome) cắt giác mạc để làm một nắp (vạt) giác mạc, chừa lại một phần (bản lề). Vạt này được lật sang một bên sau đó dùng laser để bào mỏng giác mạc theo độ muốn điều chỉnh. Khi laser làm xong đậy vạt giác mạc lại mà không cần phải khâu.

## Lịch sử của Lasik
Khoảng năm 1950, Kỹ thuật LASIK đầu tiên được thực hiện bởi bác sĩ nhãn khoa người Tây Ban Nha – Jose Barraquer – tại bệnh viện của ông ở Bogota, thuộc Colombia nước Mỹ. Nơi đây cũng phát triển sử dụng công cụ microkeratome đầu tiên - ứng dụng để phát triển các kỹ thuật dùng để tạo 1 vạt mỏng trong giác mạc, và thay đổi hình dạng của nó, kỹ thuật đó được ông gọi là Keratomileusis. Barraquer còn phát hiện ra những thay đổi đến giác mạc sẽ cho kết quả ổn định lâu dài.
Sau đó, dựa trên nền tảng mà Barraquer đã ứng dụng, kỹ thuật này được phát triển thêm những kỹ thuật khác bao gồm: RK (radial keractomy) ở Liên Xô vào những năm 1970 bởi Svyatoslav Fyodorov và PRK (photorefractive keractomy) phát triển vào năm 1983 tại Đại học Colombia bởi Tiến sĩ Steven Trokel – người đã xuất bản một bài báo trong Tạp chí Nhãn Khoa vào năm 1983 có nêu rõ các lợi ích tiềm năng của việc sử dụng tia Laser excimer (được cấp bằng sáng chế cho Mani Lal Bhaumik năm 1973) trong phẫu thuật khúc xạ.

## Laser excimer
Năm 1968 tại Trung tâm Nghiên cứu và Công nghệ Tổng công ty Northrop của Đại học Califonia, Mani Lal Bhaumik và một nhóm các nhà khoa học đã làm việc trên sự phát triển của laser carbon dioxide. Công việc của họ là phát triển tia laser excimer. Đây là loại laser sẽ trở thành nền tảng cho phẫu thuật khúc xạ mắt. Tháng 5 năm 1973 Tiến sĩ Bhaumik công bố bước đột phá của nhóm tại một cuộc họp của Hiệp hội quang học Denver của Mỹ tại Denver, Colorado. Sau đó, ông được cấp Bằng sáng chế cho phát hiện của ông.
Sự ra đời của laser trong phẫu thuật khúc xạ xuất phát từ nghiên cứu của Rangaswamy Srinivasan. Năm 1980, Srinivasan, làm việc tại Phòng thí nghiệm Nghiên cứu IBM, phát hiện ra rằng một tia laser excimer tia cực tím có thể tách mô sống một cách chính xác không có thiệt hại nhiệt đến khu vực xung quanh. Việc sử dụng tia Laser excimer để tách mô giác mạc sửa chữa các lỗi quang học, chẳng hạn như cận thị, viễn thị, loạn thị lần đầu tiên được đề xuất bởi Stephen Trokel, MD, viện Mắt Edward S. Harkness, Đại học Columbia, New York.
Ca phẫu thuật đầu tiên ứng dụng trên mắt của người bằng cách sử dụng một hệ thống công nghệ laser được thực hiện bởi Tiến sĩ Marguerite B. MacDonald, MD năm 1989 và được cấp Bằng sáng chế đầu tiên cho LASIK do Văn phòng Sáng chế Hoa Kỳ. Phương pháp này dùng để thay đổi độ cong giác mạc, bao gồm các thủ tục phẫu thuật, trong đó một nắp giác mạc được tạo ra và bề mặt tiếp xúc sau đó được bóc tách theo hình dạng mong muốn bằng tia laser excimer, sau đó nắp giác mạc được đậy lại.
Các kỹ thuật LASIK áp dụng thành công ở các nước khác trước khi đến Hoa Kỳ. Việc thử nghiệm laser excimer lần đầu tiên được bắt đầu vào năm 1989 bởi Cục quản lý Dược và Thực phẩm Hoa Kỳ (FDA).Việc sử dụng đầu tiên của Laser là để thay đổi hình dạng bề mặt của giác mạc, được gọi là PRK. Công ty Summit Technology, dưới sự chỉ đạo của người sáng lập và giám đốc điều hành, Tiến sĩ David Muller, là công ty đầu tiên được FDA chấp thuận cho sử dụng Laser excimer để thực hiện PRK ở Mỹ.
Sau đó, khái niệm LASIK lần đầu tiên được giới thiệu bởi Tiến sĩ Pallikaris năm 1992 đến nhóm mười bác sĩ đã được lựa chọn bởi FDA. Tiến sĩ Pallikaris đưa ra giả thuyết những lợi ích của việc thực hiện PRK sau khi bề mặt đã được mở ra trong một lớp được biết đến như là một vạt giác mạc được thực hiện bởi Mikrokeratome phát triển bởi Barraquer trong năm 1950.
Sự pha trộn giữa một nắp và PRK được viết tắt thành LASIK. Kỹ thuật này nhanh chóng trở thành rất phổ biến vì nó cung cấp những hiệu quả cải thiện tầm nhìn ngay lập tức và làm giảm sự đau đớn, khó chịu hơn so với PRK.
Ngày nay, laser nhanh hơn, các khu vực tác động lớn hơn, kỹ thuật đã cải thiện đáng kể độ tin cậy của các thủ tục so với năm 1991. Tuy nhiên, những hạn chế cơ bản của laser excimer là sự phá huỷ không mong muốn các dây thần kinh của mắt, vì vậy đã có những cải tiến kỹ thuật được lựa chọn thay thế LASIK thông thường, trong đó có LASEK, Epi-LASIK...

## Những đối tượng phù hợp với Lasik
- Tuổi từ 18 trở lên
- Mắc tật khúc xạ: cận thị, viễn thị hoặc bệnh loạn thị
- Không muốn đeo kính gọng và kính áp tròng
- Có độ khúc xạ từ thấp đến trung bình
- Giác mạc đủ dày để phẫu thuật Lasik
- Hiện tại không có các bệnh lý về mắt chống chỉ định với Lasik

### Quá trình phẫu thuật
Cần phải có những chuẩn bị cần thiết cho giai đoạn trước phẫu thuật. Các hoạt động của mắt trong giai đoạn trước phẫu thuật ảnh hưởng đến việc tạo ra một vạt mỏng trên mắt, gấp vạt và tái tạo mô bên dưới với tia laser. Các vạt giác mạc có thể bị dịch chuyển và ảnh hưởng đến việc tự lành lặn sau giai đoạn hậu phẫu.

### Trước phẫu thuật
- Bệnh nhân đeo kính áp tròng mềm thường được hướng dẫn để ngừng đeo từ 5 đến 21 ngày trước khi phẫu thuật [4].
- Trước khi phẫu thuật, giác mạc của bệnh nhân được kiểm tra bằng một pachymeter (dụng cụ đo độ dày) để xác định độ dày của họ, và với một topographer (đo vẽ bề mặt) để đo đường viền bề mặt của giác mạc.
- Bằng cách sử dụng laser năng lượng thấp, topographer tạo ra một bản đồ địa hình của giác mạc.
- Quá trình này cũng phát hiện loạn thị và tật khúc xạ khác trong hình dạng của giác mạc.

Với thông tin này, bác sĩ phẫu thuật tính toán số lượng và vị trí của các mô giác mạc phải được loại bỏ trong quá trình phẫu thuật. Bệnh nhân thường được kê đơn và phải uống một loại thuốc kháng sinh trước để giảm thiểu nguy cơ nhiễm trùng sau khi làm phẫu thuật.

### Phẫu thuật

Tạo vạt bằng laser femtosecond.

Các hoạt động được thực hiện với bệnh nhân tỉnh táo và chủ động, tuy nhiên, bệnh nhân đôi khi được cho thuốc an thần (như Valium) và nhỏ giọt gây tê tại mắt. LASIK được thực hiện trong ba bước. 
1. Bước đầu tiên là tạo một vạt mô giác mạc. 
2. Bước thứ hai là tái tạo giác mạc bên dưới nắp bằng laser. 
3. Cuối cùng, vạt giác mạc được đậy lại.

### Tạo vạt giác mạc
Một vòng hút giác mạc được áp dụng cho mắt, giữ mắt cố định ở vị trí. Trong thủ thuật này đôi khi có thể gây ra các mạch máu nhỏ bị vỡ, dẫn đến chảy máu hay xuất huyết mắt, một tác dụng phụ vô hại và sẽ tự biến mất trong vòng vài tuần.
Một khi mắt đã được cố định, nắp được tạo ra. Quá trình này được thực hiện với một microkeratome cơ khí bằng cách sử dụng một lưỡi dao kim loại, hoặc Femtosecond Laser – một kỹ thuật Microkeratome tạo ra một loạt các bong bóng nhỏ chặt chẽ sắp xếp trong giác mạc. Phần vạt cắt ra tạo ra một bản lề để giữ lại. Khi gập vạt lại sẽ để lộ phần nhu mô, phần giữa của giác mạc.

### Tác động của Laser
Bước thứ hai của thủ thuật là sử dụng một laser excimer (193 nm) để sửa sang lại phần nhu mô giác mạc. Laser được điều khiển làm bốc hơi mô một cách tinh vi mà không làm tổn hại đến phần xung quanh liền kề. Các lớp mô loại bỏ có thể dày đến hàng chục micromet.
Thực hiện laser cắt bỏ trong chất nền giác mạc sâu hơn thường cung cấp cho phục hồi hình ảnh nhanh chóng hơn và ít đau hơn so với kỹ thuật trước đó, keratectomy chiết quang (PRK).
Trong bước thứ hai, tầm nhìn của bệnh nhân sẽ trở nên rất mờ khi vạt được nâng lên. Họ sẽ có thể nhìn thấy ánh sáng trắng xung quanh ánh sáng màu cam của laser, có thể dẫn đến mất định hướng nhẹ. Công nghệ sử dụng sử dụng laser excimer hiện nay trên một hệ thống theo dõi mắt theo vị trí mắt của bệnh nhân lên tới 4.000 lần mỗi giây, xung laser chuyển hướng để có vị trí chính xác trong khu vực điều trị.

### Định vị lại của vạt giác mạc
Sau khi laser đã định hình lại lớp mô đệm, vạt LASIK được cẩn thận đặt lại tại vị trí trong khu vực điều trị bởi bác sĩ phẫu thuật và kiểm tra sự hiện diện của bong bóng không khí, những mảnh vụn, và phù hợp với thích hợp trên mắt. Vạt vẫn còn ở vị trí kết dính tự nhiên cho đến khi chữa bệnh hoàn thành.

### Chăm sóc hậu phẫu

Nên đeo eyeshield khi ngủ trong 1 tuần đầu sau phẫu thuật Lasik

Bệnh nhân thường được cung cấp và hướng dẫn sử dụng của thuốc nhỏ mắt kháng sinh và chống viêm. Đây là những việc trong vài tuần sau phẫu thuật. Bệnh nhân thường được yêu cầu ngủ nhiều hơn và cũng được phát một cặp dụng cụ chắn (Eyeshield) để bảo vệ mắt của mình từ ánh sáng  và kính bảo hộ để tránh cọ xát của mắt khi ngủ và làm giảm khô mắt. Họ cũng được yêu cầu phải tránh làm khô mắt bằng cách sử dụng nước mắt nhân tạo với chất bảo quản và tuân theo hướng dẫn của toa. Bệnh nhân cần được thông báo đầy đủ bởi các bác sĩ phẫu thuật của họ về tầm quan trọng của việc chăm sóc hậu phẫu thích hợp để giảm thiểu nguy cơ biến chứng.
Sự tiến bộ của công nghệ LASIK đã giúp làm giảm nguy cơ suy giảm thị lực đáng kể về mặt lâm sàng sau khi phẫu thuật. Có một mối tương quan giữa kích thước con ngươi và quang sai có hiệu quả, kích thước con ngươi càng lớn, nguy cơ lớn hơn của quang sai. Mối tương quan này là kết quả của các bất thường giữa các phần bị ảnh hưởng của giác mạc và một phần định hình lại. Tầm nhìn sau phẫu thuật lasik vào ban ngày là tối ưu khi đồng tử nhỏ hơn so với nắp LASIK. Nhưng vào ban đêm có thể mở rộng như vậy mà ánh sáng đi qua các cạnh của nắp LASIK vào đồng tử phát quang sai nhiều, bao gồm cả sự xuất hiện của quầng sáng xung quanh nguồn ánh sáng. Có các yếu tố khác hiện vẫn chưa biết kích thước con ngươi mà cũng có thể dẫn đến quang sai bậc cao hơn.
Trong trường hợp nghiêm trọng, một số người có thể bị các triệu chứng suy nhược như tổn thất nghiêm trọng của sự nhạy cảm tương phản trong các tình huống ánh sáng yếu. Quang sai bậc cao được đo bằng micromet (micron), trong khi kích thước chùm tia nhỏ nhất của laser được chấp thuận bởi Cục Quản lý Dược và Thực phẩm Mỹ (FDA) là khoảng 1000 lần lớn hơn, 0,65 mm. Vì vậy không hoàn hảo vốn có trong các thủ tục và một lý do tại sao bệnh nhân kinh nghiệm hào quang, ánh sáng chói, và ngôi sao, ngay cả với đồng tử nhỏ tự nhiên giãn nở trong điều kiện thiếu sáng.

## Wavefront trong LASIK
Wavefront (tiền sóng) là một kỹ thuật nâng cao của phẫu thuật LASIK, trong đó, bác sĩ nhãn khoa áp dụng một sự điều chỉnh về mặt không gian khác nhau, điều khiển máy tính sử dụng laser excimer với các phép đo từ một cảm biến tiền sóng. Mục đích là để trị triệt để tật loạn thị.

## Kết quả phẫu thuật LASIK
Các cuộc điều tra xác định sự hài lòng của bệnh nhân với LASIK đã tìm thấy hầu hết bệnh nhân hài lòng, sự hài lòng của phạm vi 92-98%.Một phân tích năm 2008 qua các bài báo xuất bản trong 10 năm qua trên các tạp chí lâm sàng trên khắp thế giới, cho thấy một tỷ lệ 95,4% sự hài lòng của bệnh nhân trong phẫu thuật LASIK trên toàn thế giới.

## An toàn và hiệu quả

### Các nghiên cứu gần đây
Năm 2003, Hội Liên hiệp y tế quốc phòng (MDU), công ty bảo hiểm lớn nhất cho các bác sĩ ở Vương quốc Anh, báo cáo một sự gia tăng 166% trong các khiếu nại liên quan đến phẫu thuật mắt bằng laser. Tuy nhiên một số những công bố này kết quả chủ yếu từ những kỳ vọng không thực tế của bệnh nhân LASIK hơn là phẫu thuật bị lỗi.
Một nghiên cứu năm 2003, báo cáo trong tạp chí y học Nhãn Khoa, Các tác giả kết luận ban đầu rằng việc chỉnh sửa loạn thị và điều trị lớn hơn tuổi là những yếu tố nguy cơ LASIK.
Năm 2004, Viện sức khỏe và Lâm sàng của Tổ chức Dịch vụ Y tế Anh Quốc (NICE) đã cho rằng: "những chứng cứ hiện nay cho thấy, Phẫu thuật LASIK điều trị tật khúc xạ đạt hiệu quả trên những bệnh nhân mắc tật cận thị nhẹ hoặc trung bình". Tuy nhiên "phẫu thuật đạt hiệu quả thấp trên những bệnh nhân bị Cận thị nặng hoặc Viễn thị". Về an toàn của Phẫu thuật, NICE đã báo cáo: "có những lo ngại về sự an toàn của phẫu thuật về lâu dài, và bằng chứng hiện tại không đủ để thuyết phục cho việc áp dụng nhằm kiểm tra và nghiên cứu"
Sau đó, vào tháng 3 năm 2006, NICE đã ban hành sửa đổi chỉ đạo với nội dung: "bằng chứng hiện tại cho thấy rằng phẫu thuật laser áp dụng cho việc sửa lỗi khúc xạ là an toàn và hiệu quả khi áp dụng ở những bệnh nhân được lựa chọn thích hợp".

### Độ an toàn so vời kính áp tròng
Ngày 10 Tháng 10, 2006, WebMD báo cáo phân tích thống kê cho thấy, đeo kính áp tròng (contact lens) có nguy cơ nhiễm trùng lớn hơn so với nguy cơ lây nhiễm từ LASIK. Cứ một trong 100 người đeo kính áp tròng thường xuyên có nguy cơ phát triển nặng, Và cứ 2,000 người đeo kính áp tròng trong 30 năm, sẽ có một người có nguy cơ bị mù do bị nhiễm trùng. Các nhà nghiên cứu tính toán hậu quả đáng kể mất tầm nhìn thị lực của phẫu thuật LASIK gần khoảng 1-trong-10,000 trường hợp.

## Không hài lòng của bệnh nhân
Một số bệnh nhân với những kết quả chưa tốt từ các phẫu thuật LASIK, chất lượng cuộc sống bị ảnh hưởng đáng kể vì các vấn đề về thị lực liên quan đến phẫu thuật. Hầu hết các trung tâm y tế có kinh nghiệm và có uy tín sẽ làm kiểm tra mắt trước khi phẫu thuật và chăm sóc hậu phẫu đầy đủ giáo dục bệnh nhân để giảm thiểu nguy cơ của một kết quả tiêu cực. Những bệnh nhân bị biến chứng LASIK đã lập ra trang web và thảo luận diễn đàn để cho công chúng về những rủi ro, bệnh nhân tương lai và quá khứ có thể thảo luận về phẫu thuật..
Các trang web của FDA về LASIK quốc gia: "Trước khi trải qua một phẫu thuật khúc xạ, bạn nên cẩn thận cân nhắc những rủi ro và lợi ích dựa trên hệ thống giá trị riêng của cá nhân của bạn, và cố gắng để tránh bị ảnh hưởng bởi bạn bè đã có phẫu thuật hoặc các bác sĩ khuyến khích bạn làm như vậy "Do đó, bệnh nhân tiềm năng vẫn cần hiểu đầy đủ về tất cả các vấn đề tiềm năng và các biến chứng, như sự hài lòng là trực tiếp liên quan đến kỳ vọng.

## Các biến chứng

### Xuất huyết
Là một biến chứng thông thường và nhỏ khi phẫu thuật Lasik.

### Khô mắt
Việc khiếu nại phổ biến nhất của bệnh nhân do phẫu thuật khúc xạ là tỷ lệ "khô mắt". Theo một tạp chí American Journal of Ophthalmology nghiên cứu của tháng 3 năm 2006, tỷ lệ khô mắt LASIK sau thời gian sáu tháng chữa bệnh phẫu thuật là 36%. Website của FDA khẳng định "khô mắt" có thể là vĩnh viễn. Tỷ lệ cao khô mắt đòi hỏi phải có một đánh giá trước và sau để hợp tác và điều trị khô mắt. Có một số phương pháp điều trị thành công cho khô mắt như nước mắt nhân tạo, nước mắt theo toa và đóng điểm lệ.
Đóng điểm lệ được thực hiện bằng cách đặt một plug collagen trong các ống dẫn lưu tự nhiên của mắt. Khô mắt, nếu không được điều trị, hoặc trong các trường hợp nghiêm trọng trong "khô mắt mãn tính", suy giảm thị lực là một kết quả có thể xảy ra. Nó cũng phải được lưu ý rằng một số tỷ lệ mắc bệnh khô mắt sẽ không hiệu quả trong việc giảm nhẹ thành công bằng cách sử dụng kỹ thuật nói trên đã đề cập, do đó, một bệnh nhân Lasik tiềm năng phải xem xét rằng khô mắt có thể là một kết quả vĩnh viễn và không thể chữa được.

### Nhạy cảm với ánh sáng
Nguy cơ xuất hiện hình ảnh như quầng sáng, nhìn đôi (bóng mờ), mất nhạy cảm tương phản (tầm nhìn sương mù) và độ chói sau khi phẫu thuật LASIK phụ thuộc vào mức độ loạn khúc xạ và các yếu tố nguy cơ khác.
Tỷ lệ các biến chứng có thể xảy ra sau PT Lasik
- Tỷ lệ biến chứng ở vạt đã được ước tính là 0,244%. Các biến chứng (chẳng hạn như lệch vạt hoặc bị nhăn là phổ biến trong các ca phẫu thuật giác mạc mỏng, nhưng hiếm khi dẫn đến mất thị lực vĩnh viễn, tỷ lệ mắc các biến chứng liên quan đến microkeratome tăng hay giảm phụ thuộc vào bác sĩ có kinh nghiệm hay ít kinh nghiệm.
- Vạt trượt (một vạt giác mạc tách khỏi phần còn lại của giác mạc) là một trong những biến chứng phổ biến nhất. Những trường hợp này ngay lập tức sau khi phẫu thuật, nên bệnh nhân thường được khuyên là nên về nhà và ngủ để chữa lành nắp. Bệnh nhân thường được dùng kính hoặc kín che mắt cho vài đêm để ngăn chặn đánh bật nắp trong giấc ngủ của họ.
- Tỷ lệ khô mắt rất khác nhau từ các nghiên cứu nghiên cứu. Một nghiên cứu của Hovanesian et al [9]. báo cáo rằng 48% bệnh nhân trải qua các triệu chứng khô mắt lúc 6 tháng sau phẫu thuật.
- Tỷ lệ viêm giác mạc còn được gọi là hội chứng Sands of Sahara[10], đã được ước tính khoảng 2,3%.Quá trình viêm có liên quan đến sự tích tụ của các tế bào bạch cầu tại giao diện giữa vạt LASIK và các lớp cơ bản giác mạc. Nó thường được điều trị bằng thuốc nhỏ mắt steroid, và đôi khi nó là cần thiết cho các bác sĩ phẫu thuật mắt để nâng nắp và tự loại bỏ các tế bào tích lũy.
- Các tỷ lệ nhiễm trùng cho phép với điều trị đã được ước tính 0,4%. Nhiễm dưới vạt giác mạc nó cũng có thể là tình trạng di truyền làm cho giác mạc mỏng sau khi phẫu thuật. Mặc dù tình trạng này đã kiểm tra trong khám tiền phẫu, nó có thể có trong trường hợp hiếm hoi (khoảng một trong 5000).
- Tỷ lệ khô mắt kéo dài đã được ước tính vào khoảng 28% trong mắt người châu Á và 5% trong mắt người da trắng.

## Các biến chứng sau phẫu
- Tỷ lệ mọc vào trong biểu mô đã được ước tính ở mức 0,1%
- Mắt bị chói ánh sáng là một biến chứng thường được báo cáo của những người đã phẫu thuật LASIK.
- Quầng sáng hoặc lóa sáng xung quanh ánh sáng vào ban đêm. Nó không phải là thực tế để thực hiện phẫu thuật do sự bao phủ bởi sự giãn nở của đồng tử vào ban đêm, và đồng tử có thể mở rộng để ánh sáng đi qua các cạnh của vạt vào các đồng tử. Ban ngày, đồng tử là nhỏ hơn cạnh. Thiết bị hiện đại phù hợp hơn để điều trị những người có đồng tử lớn, và bác sĩ chịu trách nhiệm sẽ kiểm tra cho họ trong thời quá trình khám.
- Lệch vạt sau chấn thương đã được báo cáo 1-7 năm sau phẫu thuật LASIK.
- Khô mắt hoặc trong các trường hợp nặng mãn tính khô mắt. Do dây thần kinh bị cắt đứt trong quá trình hoạt động LASIK (khoảng 70% của dây thần kinh giác mạc bị cắt đứt), hệ thống bôi trơn của mắt bị ảnh hưởng và dây thần kinh không bao giờ có thể khôi phục lại tình trạng trước tiền phẫu. Điều này có thể để lại bệnh nhân với tiềm năng khô mắt vĩnh viễn.
- LASIK và các hình thức khác của phẫu thuật khúc xạ laser (tức là PRK, LASEK và Epi-LASEK) thay đổi sự hoạt động của giác mạc. Những thay đổi này làm cho nó khó khăn cho việc đo thị lực và bác sĩ nhãn khoa để đo chính xác áp lực nội nhãn, thiết yếu trong sàng lọc và điều trị bệnh tăng nhãn áp. Những thay đổi cũng ảnh hưởng đến các tính toán được sử dụng để chọn cấy ghép kính nội nhãn chính xác khi bạn có phẫu thuật đục thủy tinh thể. Áp lực nội nhãn chính xác và công suất kính nội nhãn có thể được tính toán nếu bạn có thể cung cấp chăm sóc mắt chuyên nghiệp của bạn với các phương pháp đo mắt trước phẫu thuật, phẫu thuật và sau phẫu thuật.
- Mặc dù đã có cải tiến công nghệ trong phẫu thuật LASIK, Bằng chứng kết luận về nguy cơ biến chứng lâu dài vẫn chưa được thành lập. Ngoài ra, có nguy cơ nhỏ các biến chứng, chẳng hạn như: bị nhìn mờ, hào quang, hay ánh sáng chói... một số trong đó có thể là không thể phục hồi bởi vì phẫu thuật mổ mắt LASIK là không thể phục hồi.
- Viêm bờ mi, viêm mí mắt có thể làm tăng nguy cơ nhiễm trùng hoặc viêm giác mạc sau khi phẫu thuật LASIK.

Phần lớn các bệnh nhân chịu đựng phẫu thuật này rất tốt và không nhận thấy bất kỳ sự thay đổi giữa xem và khoảng cách gần, mặc dù một phần nhỏ dân số có vấn đề điều chỉnh để hiệu quả monovision . Điều này có thể được kiểm tra trong vài ngày trước khi phẫu thuật bằng cách đeo kính áp tròng bắt chước các hiệu ứng monovision. Gần đây, một biến thể của mô hình cắt đốt laser gọi là PresbyLASIK, đã được phát triển để giảm hoặc loại bỏ sự phụ thuộc vào kính đọc sách trong khi giữ lại thị lực.

### Các yếu tố ảnh hưởng đến phẫu thuật
Thông thường, giác mạc là không có mạch máu bởi vì nó phải được hoạt động bình thường trong suốt, và các tế bào sẽ hấp thụ oxy từ màng nước mắt. Vì vậy, lượng oxy thấm thấp qua kính áp tròng làm giảm sự hấp thụ oxy của giác mạc, đôi khi dẫn đến tân mạch giác mạc tăng trưởng của các mạch máu vào giác mạc.
- Điều này gây ra một chút kéo dài thời gian viêm và thời gian chữa bệnh và một số đau đớn trong khi phẫu thuật, bởi vì chảy máu nhiều hơn.
- Mặc dù một số kính sát tròng (RGP và ống kính silicone hydrogel mềm đáng chú ý là hiện đại) được làm bằng vật liệu có độ thẩm thấu oxy lớn hơn giúp làm giảm nguy cơ tân mạch giác mạc, bệnh nhân chuẩn bị mổ LASIK được cảnh báo để tránh đeo kính áp tròng.

Thông thường, đó là khuyến cáo rằng không nên tiếp tục đeo kính áp tròng vài ngày hoặc vài tuần trước khi phẫu thuật LASIK mắt. Nếu bệnh nhân có giác mạc không đủ độ dày hay độ khúc xạ cao, Lasek là phương pháp thích hợp hơn.

## Cân nhắc độ tuổi
Tiến bộ mới trong phẫu thuật thị lực khắc phục được cung cấp cho người tiêu dùng nhiều lựa chọn hơn. Các bệnh nhân ở độ tuổi 40 hoặc 50, những người đang cân nhắc việc phẫu thuật LASIK để cải thiện tầm nhìn của họ có thể muốn xem xét được thẩm định để đặt thủy tinh thể (implantation lense) cũng rất tốt. "Dấu hiệu sớm của đục thủy tinh thể có thể tranh luận phẫu thuật và cấy ghép các ống kính đa tiêu thay thế."
FDA đã phê duyệt LASIK cho 18 tuổi trở lên. Quan trọng hơn theo độ khúc xạ của người đó cần phải được ổn định ít nhất một năm trước khi phẫu thuật.

## Điều trị
- Cận thị
- Viễn thị
- Loạn thị